# 渡辺典子 (声優)
渡辺 典子（わたなべ のりこ、1934年12月2日 - 2020年7月3日）は、日本の元女性声優、舞台女優、司会者。東京府（現東京都）出身。かつては劇団河に所属していた。夫は映画監督の渡辺護。

## 経歴
声優としては1960年代から1970年代にかけて活動。テレビアニメには東映動画系の作品に多く出演していた。
その後はラジオ出演や司会業を多数こなし、1988年頃に引退した。2020年7月3日、がんのため死去。85歳没。
なお、ほぼ同年代の人物に童謡歌手の渡辺典子がいるが、別人である。

## 出演作品

### テレビアニメ
1967年
- かみなり坊やピッカリ・ビー

1968年
- サイボーグ009 (1968年版)

1969年
- タイガーマスク

1970年
- 巨人の星

1971年
- キックの鬼
- ゲゲゲの鬼太郎（第2作）（1971年 - 1972年、モンロー、カルメン）
- 国松さまのお通りだい（母ちゃん）

1972年
- さるとびエッちゃん
- デビルマン
- ど根性ガエル（1973年 - 1974年）
- 魔法使いチャッピー（ママ、中村しず子）
- モンシェリCoCo

1973年
- キューティーハニー（1973年 - 1974年、シスタージル）
- ドラえもん（日本テレビ版）
- ドロロンえん魔くん
- ミクロイドS

1976年
- 妖怪伝 猫目小僧（さち）

1977年
- 女王陛下のプティアンジェ（マーサー）

### 劇場アニメ
1971年
- ヤスジのポルノラマ やっちまえ!!

### 吹き替え
- イージー・ライダー（カレン〈カレン・ブラック〉）
- 駅馬車 ※旧・テレビ朝日版
- 吸血鬼の接吻（タニア〈イソベル・ブラック〉）
- 絞殺魔
- 皇帝のビーナス（ジョセフィーヌ〈ミシュリーヌ・プレール〉）※TBS版
- 荒野の用心棒（マリソル〈マリアンネ・コッホ〉） ※旧・テレビ朝日版
- 博士の異常な愛情（ミス・スコット〈トレイシー・リード〉）※テレビ朝日版（デラックスエディションBlu-ray収録）
- バラキ（ドナ〈マリア・バクサ〉） ※旧・テレビ朝日版
- ブレイクアウト（マーナ〈シェリー・ノース〉）
- 夕陽のガンマン ※旧・テレビ朝日版
- 予期せぬ出来事（グロリア・グリッチ〈エルザ・マルティネッリ〉） ※旧・テレビ東京版
- リトル・ロマンス（ケイ〈サリー・ケラーマン〉）※ビデオ版
- ローマの哀愁（バーバラ・ビンガム〈ジル・セント・ジョン〉）

### レコード
- 愛しすぎて男を天国に行かせた女のお話（コロムビア、1971年）ナレーション